# عقد 450 هـ
عقد 450 هـ هو الفترة بين عام 450 إلى 459 في التقويم الهجري، أي العشر سنوات السادسة من القرن الخامس الهجري.